# Cerkiew św. Mikołaja Cudotwórcy w Postawach
Cerkiew pod wezwaniem św. Mikołaja Cudotwórcy – prawosławna cerkiew parafialna w Postawach. Należy do dekanatu postawskiego eparchii połockiej i głębockiej Egzarchatu Białoruskiego Patriarchatu Moskiewskiego.

## Historia

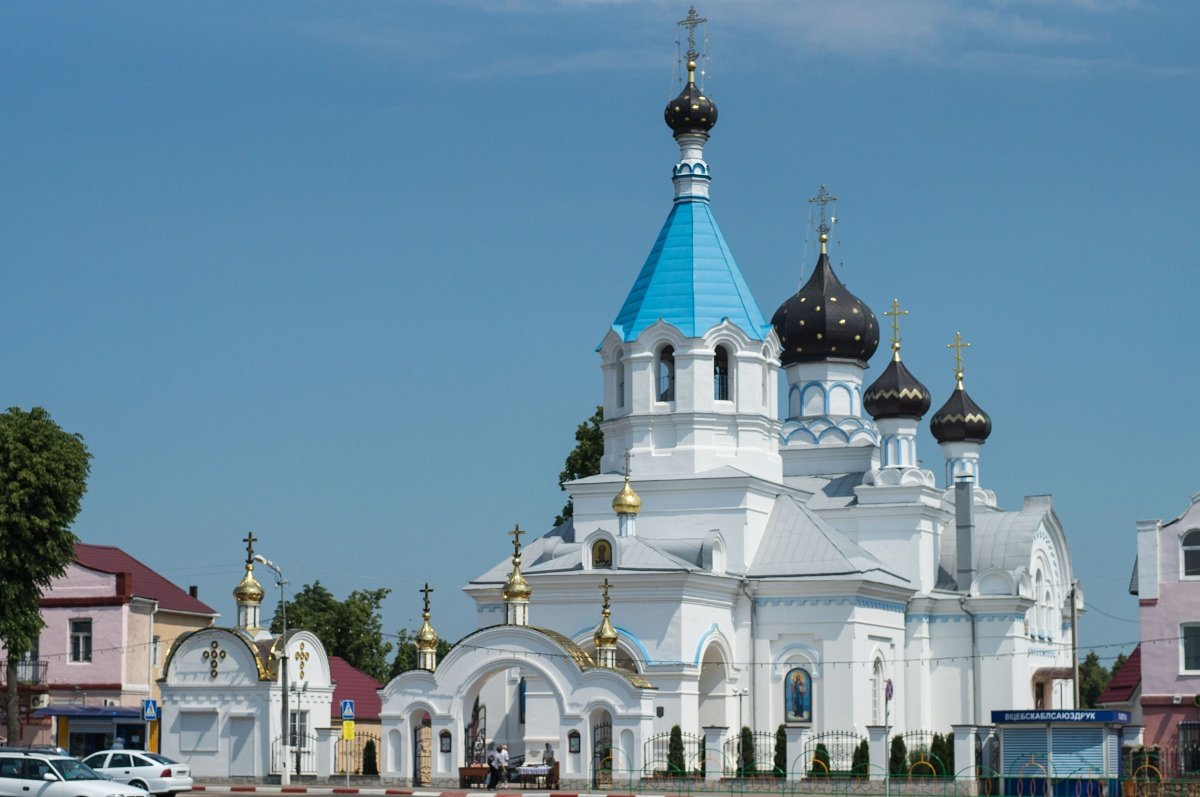
Widok od strony placu Lenina

W 1522 w tym miejscu wzniesiono drewniany kościół parafialny. Ufundował go właściciel miejscowych dóbr marszałek oszmiański Jan Zenowicz herbu Deszpot. Kościół spłonął podczas pożaru miasteczka ok. 1660 (w czasie wojny polsko-rosyjskiej). Odbudowany w 1760 przez potomków fundatora, a 20 lat później odnowiony za pieniądze Konstantego hr Tyzenhauza. Przy świątyni pw. Opieki Maryi Panny, św. Mikołaja i św. Jerzego istniał szpital. Kościół został rozebrany przez władze carskie w ramach represji po powstaniu styczniowym. 
Cerkiew wzniesiono w latach 1891–1893, konsekrowano w maju 1894.

## Architektura
Budowla murowana, na planie krzyża. Wejście poprzedzone gankiem z kopułką. Od frontu wieża-dzwonnica z ostrosłupowym, ośmiobocznym hełmem zwieńczonym kopułą. Nad częścią nawową znajduje się 5 cebulastych kopuł, osadzonych na bębnach zdobionych kokosznikami. Prezbiterium w formie apsydy, zwieńczonej niewielką kopułką.